# ロールス・ロイス ニーン

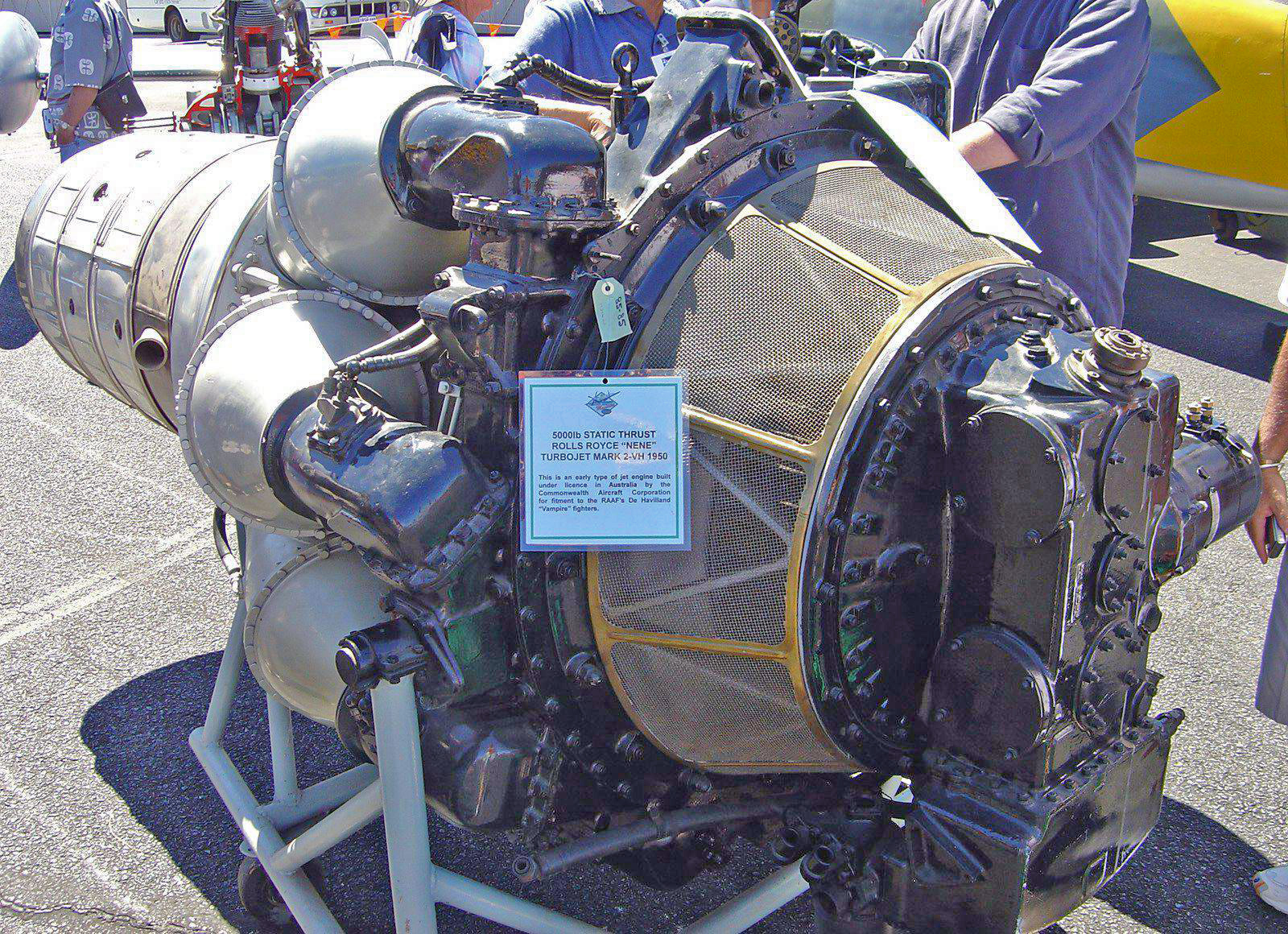
ニーンの外形。豪空軍ピアース基地にて

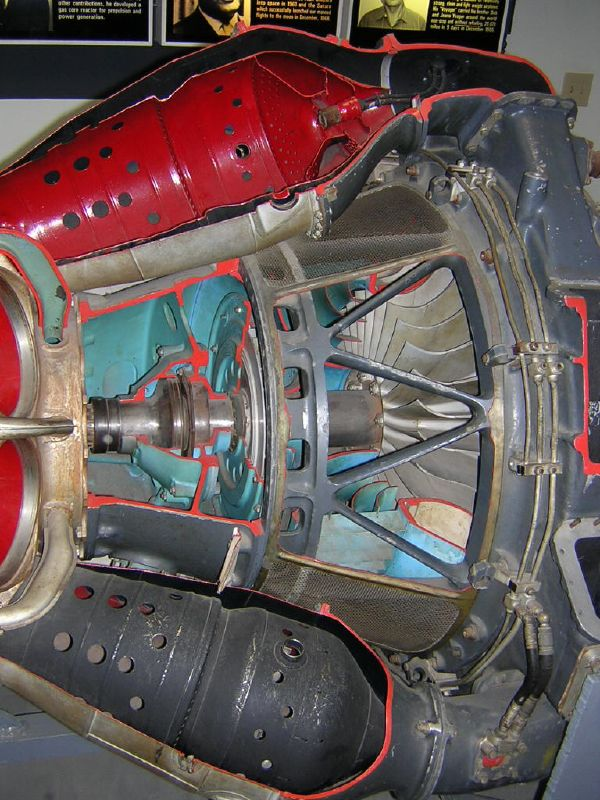
復筒式燃焼器の内側が赤く塗られた、ニーンのカッタウェイモデル。圧縮機構は単一回転板の両面に配置され、その後に冷却・抽気用の副圧縮器、続いてスラストベアリング、ボールジョイント、タービン部の順

ニーン（Nene ）は、1940年代イギリスのロールス・ロイスが製造した、代表的な遠心圧縮式ターボジェットエンジン。

## 概要
ニーン（社内コードRB.41）は、ウェランド、ダーウェントに続き、ロールス・ロイスが3番目に実用化した遠心圧縮式ターボジェットエンジンで、前作ダーウェントの開発で得られた知見を活用して、設計着手から僅か5ヶ月の1944年8月27日に初火入れに漕ぎ着け、出現当時世界最強級の推力と高信頼性を発揮したが、第二次世界大戦には間に合わなかった。
ウェランド、ダーウェントの原型であるローバーの W.2B/23 (B.23) と W.2B/26 (B.26) の型式名の頭文字"B"は、ローバー由来の工場所在地バーノルズウィックを表すものだったが、爆撃機 (Bomber) の B と紛らわしいので、ニーン以降 B の前にロールス・ロイスの頭文字 R を加えた RB. に改められた。この型式命名法は、現在に至るまでロールス・ロイスのターボジェットエンジンに連綿と受け継がれている。なお、これらのほとんどにイングランドを流れる河川名の愛称が別途与えられている理由については、ウェランドの項を参照されたい。
フランク・ホイットルの基本レイアウトを継承し、単板圧縮機の両面にインペラとガイドベーンを配置する側面吸入方式を採りつつも、原設計に残る試作色を排し、またホイットルへの特許料支払を回避する為に、航空機レシプロエンジン用機械式過給器の専門家だったスタンリー・フッカーらのチームの手で、白紙状態から設計し直された物がニーンである。
ホイットルが固執していた蒸発管式気化器、反転型燃焼器、外部水冷タービンなどが排除された一方、同社のレシプロ用過給器で実績のあった可変式ガイドベーンの導入によって、効率・安定性共に格段の向上を見た。ホイットルの W.1X に独自改良を加えて I-40 （後の J33 ）に発展させていたゼネラル・エレクトリックからも、ボールジョイントに依る分割式主軸やタービン等に関する技術供与を受け、開発は短期間に進められた。
グロスター ミーティア搭載用に、縮小版のダーウェント 5 (Derwent Mk.V) が製作され、ミーティアの他にも広く用いられた。またアフターバーナー装備のニーン改良型はテイと名付けられ、これらニーンシリーズは航空機用遠心圧縮式ターボジェットエンジンの掉尾を飾った。
またニーンで経験を積んだ複筒式燃焼器と空冷タービン機構は、後の軸流式ターボジェットエンジン、エイヴォンにも流用された。

## 適用
ニーンは英軍機ホーカー シーホークやスーパーマリン アタッカーに採用されただけでなく、米テイラー・タービン（Taylor Turbine Corporation）で J42 として（ただし生産開始前に J42 のライセンス生産権をプラット・アンド・ホイットニーに移譲）、続いてプラット・アンド・ホイットニーで水噴射裝置付の改良型が J48 としてライセンス生産され、アメリカ海軍のグラマン F9Fシリーズ等に搭載された。
またフランス空軍を始め、オーストラリア空軍のデハビランド DH.100 ヴァンパイアや、カナダ空軍のカナディア T-33 用としても現地でライセンス生産され、これらの国々にターボジェットの基本技術を齎した。
更に、戦後発足したアトリー労働党政権によって、ソ連にニーン35基とダーウェント Mk.V 25基が供与されたが、早速デッドコピーされ、ダーウェント 5 は RD-500 に、ニーンは同 RD-45 に化け、更に RD-45 の発展型 VK-1 は MiG-15 戦闘機やMiG-17初期型に搭載されて、皮肉にも西側に対し大きな脅威を与えた。朝鮮戦争で対峙したF9FとMiG-15は同じニーンのコピーを搭載して戦ったのである。VK-1 はアフターバーナー付きの VK-1F に発展し、VK-1FはMiG-17F以降に搭載された。
また、ソ連の友好国の中華人民共和国では VK-1F のコピー品である 渦噴5型（WP-5） の製造が無許可で続けられ、中国版MiG-17であるJ-5系列に搭載された。このためロールス・ロイスは中ソ両国政府に対し、過去に遡ってライセンス料の支払いを求める訴訟をロンドンで提起したが、無視されたままに終わっている。
BOAC 所属の双発中型レシプロ旅客機ヴィッカース VC.1 ヴァイキングの1機は、双発共ニーンに換装されて世界初の純ジェット推進旅客機になり、1948年4月6日の進空以降半年間に亙って試験飛行を重ね、デ・ハビランド DH.106 コメット実用化のためのデータを収集した。

## 参考
- Bridgman, L, (ed.) (1998) Jane's fighting aircraft of World War II. Crescent. ISBN 0-517-67964-7
- The Nanton Lancaster Society